# Spariolenus secundus
Spariolenus secundus is een spinnensoort in de taxonomische indeling van de jachtkrabspinnen (Sparassidae).
Het dier behoort tot het geslacht Spariolenus. De wetenschappelijke naam van de soort werd voor het eerst geldig gepubliceerd in 2006 door Peter Jäger.